# Доні Виняни
Доні Виняни (хорв. Donji Vinjani) — населений пункт у Хорватії, у Сплітсько-Далматинській жупанії у складі міста Імотський.

## Населення
Населення за даними перепису 2011 року становило 2 169 осіб.
Динаміка чисельності населення поселення:

## Клімат
Середня річна температура становить 13,65 °C, середня максимальна – 28,85 °C, а середня мінімальна – -1,20 °C. Середня річна кількість опадів – 933 мм.
| Клімат поселення                              | Клімат поселення | Клімат поселення | Клімат поселення | Клімат поселення | Клімат поселення | Клімат поселення | Клімат поселення | Клімат поселення | Клімат поселення | Клімат поселення | Клімат поселення | Клімат поселення | Клімат поселення |
| Показник                                      | Січ.             | Лют.             | Бер.             | Квіт.            | Трав.            | Черв.            | Лип.             | Серп.            | Вер.             | Жовт.            | Лист.            | Груд.            |                  |
| Середній максимум, °C                         | 9,65             | 10,51            | 14,12            | 18,04            | 22,74            | 26,58            | 28,81            | 28,85            | 23,78            | 18,86            | 13,47            | 10,47            |                  |
| Середня температура, °C                       | 4,23             | 5,10             | 8,70             | 12,62            | 17,32            | 21,16            | 23,88            | 23,91            | 18,85            | 13,93            | 8,54             | 5,54             |                  |
| Середній мінімум, °C                          | −1,2             | −0,31            | 3,28             | 7,21             | 11,90            | 15,74            | 18,94            | 18,97            | 13,91            | 9,00             | 3,60             | 0,60             |                  |
| Норма опадів, мм                              | 82               | 72               | 75               | 80               | 64               | 62               | 44               | 55               | 76               | 102              | 119              | 102              |                  |
| Середньомісячна швидкість вітру, м/с          | 1.98             | 2.37             | 2.62             | 2.43             | 2.18             | 1.97             | 2.01             | 1.81             | 1.90             | 1.90             | 2.28             | 2.31             |                  |
| Середньомісячна сонячна радіація, кДж/м²·день | 5529             | 8203             | 11945            | 16164            | 19962            | 22605            | 24445            | 21706            | 16115            | 10451            | 6051             | 4689             |                  |
| --------------------------------------------- | ---------------- | ---------------- | ---------------- | ---------------- | ---------------- | ---------------- | ---------------- | ---------------- | ---------------- | ---------------- | ---------------- | ---------------- | ---------------- |
| Джерело:                                      |                  |                  |                  |                  |                  |                  |                  |                  |                  |                  |                  |                  |                  |